# Lalkowy Chodnik

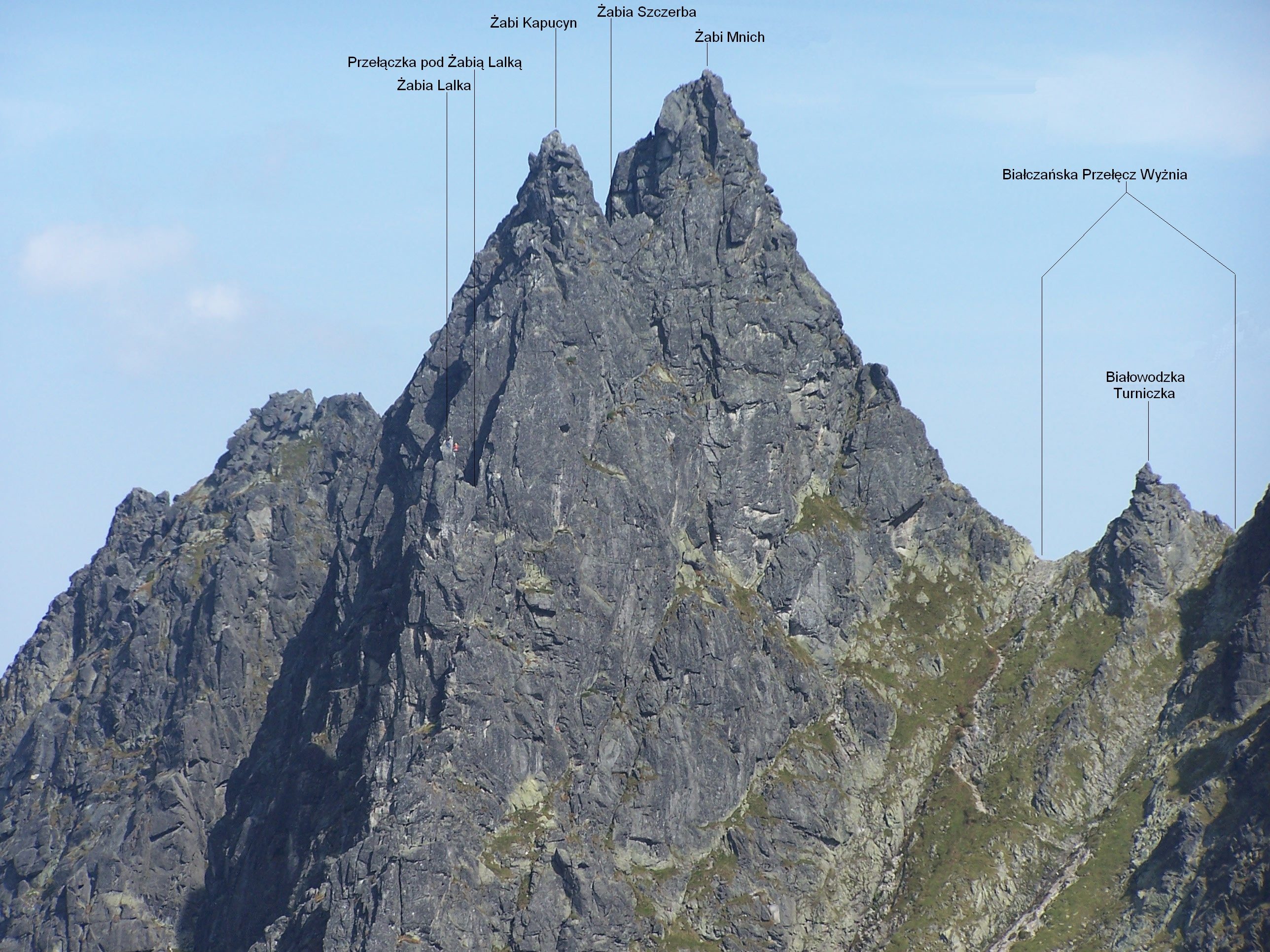

Lalkowy Chodnik (niem. Puppensteg, słow. Lalková lávka, węg. Békás-babai ösvény) – wąska, lekko wznosząca się i eksponowana półka w południowo-zachodniej grani Żabiego Mnicha w polskich Tatrach Wysokich. Znajduje się w orograficznie lewych (południowo-wschodnich) jej stokach. Przecina ściany Żabiego Mnicha, Żabiego Kapucyna i Żabiej Lalki. Do Wyżniego Białczańskiego Żlebu opadają z niej urwiste ściany.
Lalkowy Chodnik jest punktem startowym dla dróg wspinaczkowych na orograficznie lewych stokach grani Żabiego Mnicha. Tylko jedna z nich wiodąca południowo-wschodnią ścianą Żabiej Lalki startuje w innym miejscu – w żlebku opadającym z Pośredniego Lalkowego Przechodu.
Autorem nazwy jest Władysław Cywiński.

## Drogi wspinaczkowe
Drogi prowadzące Lalkowym Chodnikiem, lub drogi, dla których Lalkowy Chodnik jest punktem startowym:
1. Z południowego brzegu Czarnego Stawu pod Rysami przez Białczański Upłaz i Wyżni Lalkowy Przechód (na Wyżnią Białczańską Przełęcz); I w skali tatrzańskiej, 1 godz.
2. Południowo-wschodnią ścianą Żabiego Mnicha; V, 1 godz.
3. Prawym filarkiem południowo-wschodniej ściany Żabiego Kapucyna; V-, 1 godz.
4. Lewym filarkiem ściany Żabiego Kapucyna; V-, 1 godz.
5. Południowo-wschodnim kominem na Przełączkę pod Żabią Lalką; I, 15 min
6. Południowo-wschodnią ścianą Żabiej Lalki; V, 1 godz.[2]